# Змеиное яйцо
«Змеиное яйцо» — первая картина Ингмара Бергмана, снятая за границей (съёмки проходили в Мюнхене). Продюсером фильма стал Дино Де Лаурентис, итальянец, переехавший в 1974 году в США.
Критика довольно прохладно встретила эту ленту. Сам же режиссёр после съёмок был на подъёме — он давно мечтал воплотить в жизнь именно эту картину. Но потом Бергман стал понимать, что во многом этот опыт был не самым удачным.

## Сюжет
Действие фильма происходит в 1920-е годы в Берлине в период бедности и разрухи. Абель Розенберг — бывший цирковой артист, он встретился с певицей кабаре Мануэлой Бергманн. Оба они совсем не преуспевают. Некоторое время они живут вместе.
Несколько позже ситуация ещё больше ухудшается — не без помощи Абеля его брат доходит до самоубийства, а Мануэла становится проституткой. Сам Абель оказывается в клинике — Больнице святой Анны. Там он выясняет, что Ханс Вергерус, тамошний доктор и учёный, проводит странные эксперименты над своими пациентами.

## В ролях
- Дэвид Кэррадайн — Абель Розенберг, бывший цирковой артист, 38 лет
- Лив Ульман — Мануэла Бергманн (Розенберг), актриса кабаре, 35 лет
- Герт Фрёбе — инспектор Бауэр
- Хайнц Беннент — Ханс Вергерус, учёный, который проводит странные опыты, 45 лет
- Джеймс Уитмор — священник
- Глинн Тёрмен — Монро
- Шарль Ренье — врач
- Клаус Хоффман
- Георг Хартманн — Холлингер
- Эдит Хеердеген — миссис Холл
- Кира Млдек — мисс Дорст
- Фриц Штраснер — Доктор Зольтерманн
- Ханс Квест — Доктор Зильберманн
- Паула Бранд — миссис Хемсе
- Вальтер Шмидингер — Соломон
- Лиси Мангольд — Микаэла
- Гриша Хубер — Стелла
- Тони Бергер— господин Розенберг
- Эрна Брунелл — миссис Розенберг

## Работа над фильмом
Актёр Эллиотт Гулд уже снимавшийся у Бергмана в 1971 году в фильме «Прикосновение» утверждал что режиссёр писал главную роль под него, но продюсер Дино Де Лаурентис был против, утвердив впоследствии позицию Дэвида Кэррадайна. Бергман выбрал на главную роль Кэррадайна после того, как увидел фильм «На пути к славе» 1976 года, в котором тот сыграл певца Вуди Гатри.
Фильм снимался в Западной Германии и был выпущен через год после того как Бергман переехал туда из Шведции из за обвинения в уклонении от уплаты налогов.

## Критический прием
Критики оценили «Змеиное яйцо» в основном негативно. В газете Chicago Reader Дэйв Кер высказал мнение, что фильм Бергмана «очень близок к кэмпу», и также указав на то, что фильм «…не имеет формы или содержания, если не считать указания на то, что нацисты и их предшественники не были хорошими людьми». Роджер Эберт также указал на отсутствие формы фильма: «в нём нет ни формы, ни структуры, и когда Бергман пытается навязать её с помощью вычурных кадров псевдо-новостной хроники и торжественного повествования, то он напоминает нам только о тех временах, когда он использовал и то, и другое и выходило лучше».
На сайте Rotten Tomatoes рейтинг фильма составляет 20 %, на основе 20 критических рецензий.